# Mahdi Amel
Hassan Abdullah Hamdan (en arabe : حسن عبد الله حمدان), plus connu sous le nom de Mahdi Amil (en arabe : مهدي عامل), né à Harouf au Liban en 1936 et mort assassiné à Beyrouth, le 18 mai 1987, est un philosophe marxiste libanais qui a milité durant la seconde moitié du XXe siècle. Amil fut professeur de philosophie à l'université libanaise de Beyrouth, membre éminent du Parti communiste libanais et de l'Union des écrivains libanais. Il contribua également au magazine al-Tariq, émanation Parti communiste libanais, et fut assassiné à l'âge de 51 ans, en 1987 durant la guerre civile.

## Biographie

### Jeunesse
Mahdi est né dans une famille musulmane chiite en 1936 à Harouf, près de la ville de Nabatieh, au sud du Liban. Ses parents déménagent avec ses frères et sœurs à Beyrouth peu de temps après. À Beyrouth, Mahdi fréquente le lycée al-Maqasid. En 1956, Mahdi commence ses études universitaires en France, obtenant finalement un doctorat en philosophie de l'université de Lyon. Par la suite, Mahdi s'implique activement au sein du Parti communiste libanais, qu'il rejoint en 1960. En 1963, Mahdi s'installe en Algérie, nouvellement indépendante avec son épouse, Evelyne Brun. 

### Retour au Liban et au Parti communiste[3]
De retour au Liban en 1968, Mahdi commença à travailler comme enseignant dans un lycée de jeunes filles. Plus tard, il changea d'emploi pour devenir professeur à plein temps à l'Institut des sciences sociales de l'Université libanaise. Là, il enseigna la philosophie, la politique et les méthodologies. À cette époque, Mahdi contribua dans une revue communiste libanaise al-Tariq. Pour les articles qu'il écrivit pour ce magazine, il utilisa le pseudonyme sous lequel il est aujourd'hui le plus connu. Mahdi voyage beaucoup au Liban pour donner des conférences sur le marxisme et discuter des problèmes concernant les agriculteurs du pays. Mahdi gravit les échelons du Parti communiste libanais, devenant membre du Comité central en 1987. 

### Assassinat
Il est assassiné le 18 mai 1987, à l'âge de 51 ans. Alors qu'il marchait dans la rue d'Algérie, deux hommes l'appellent par son nom : quand il retourna, il fut abattu. Il mourut  dans la journée à l'hôpital de l'université américaine de Beyrouth .

## Vie privée
Il fut marié à Évelyne Brun et eurent t trois enfants : Karim, Yasmine et Rida

## Publications

### Travaux de recherche
En 1991, un recueil de ses travaux réalisés entre 1968 et 1973 est publié en anglais sous le titre In Issues of Teaching and Educational Communities. Dans cette collection, Mahdi décrit comment le système éducatif libanais reproduit le confessionnalisme  et mine l'éducation dans son ensemble. Parmi les travaux universitaires remarquables de Mahdi, sa critique de L'orientalisme d'Edward Said (en raison de sa lecture erronée de l'œuvre de Marx) lui procura un respect considérable. Son ouvrage-phare, L'Etat confessionnel, fut publié en 1986 et traduit en français en 1996 : le grand intellectuel libanais, Georges Corm, en fit d'ailleurs l'éloge dans un article paru l'année suivante dans  Monde Diplomatique.  
- Theoretical Introductions to Study the influence of Socialism on the National Liberation Movement.
- Conflict of Arab Civilization or Conflict of Arab bourgeoisie?
- Theory in Political Practice: Research in the Causes of the Lebanese Civil War
- Introduction to Critique of Sectarianism: The Palestinian Cause in the Ideology of the Lebanese Bourgeoisie.
- Marx in Edward Said's Orientalism: Intelligence for the West and Passion for the East?
- In the Scientific Nature of Ibn Khaldun's School of Thought.
- Introduction to the Critique of Sectarianism in the Sectarian State.
- Arab Marxism and National Liberation: Selected Writings [présentation en ligne].
- L'Etat confessionnel, préface par Georges Labica, Montreuil-sous-Bois, La Brèche,1987.
- Evelyne Hamdan, L’Homme aux sandales de feu - Mahdi Amel -, Dar Al-Farabi, 2018.

### Poésie
En plus de son militantisme politique et de ses articles sur le marxisme, il fut également auteur de poèmes signés sous le nom de Hilal Bin Zaytoun. 
- Time Improvisations
- The Space of N